# Növény-törzsfejlődéstan
A növény-törzsfejlődéstan vagy növényszármazástan (phytophilogenetika) célja a növényvilág származásának, fejlődésének és evolúciós rokonsági kapcsolatainak vizsgálata, és ezek alátámasztása anatómiai, élettani, örökléstani stb. bizonyítékokkal.
Aszerint, hogy egyes filogenetikusok mely anatómiai vagy fiziológiai bélyeget tartják elsőrendűnek, fontosabbnak, többféle növényevolúciós vázlat, elképzelés keletkezett már – egyik sem kételyek és kérdések nélküli.

## Jelentős kutatók
A növénytörzsfejlődéstan máig legnagyobb alkjának tartott személyiség Zimmermann német filogenetikus, illetve Kristofovics orosz és Tahtadzsján (szovjet-)örmény filogenetikus. Ismeretesek más nagy, ebben a témakörben alkotó és gondolkodó személyiségek, például Lam, de a magyar Soó Rezső és Andreánszky Gábor is ide tartoznak. Soó Rezsőnek elsősorban növénytársulástani vizsgálatai világhírűek, de rendszere az első önálló magyar fejlődéstörténeti rendszer volt, mely a mai napig általánosan elfogadott és használatos hazánkban (lásd Fejlődéstörténeti növényrendszertan c. kötet). Báró Andreánszky Gábor inkább paleobotanikus volt, nagy műve az Ősnövénytan c. egyetemi tankönyv, mely összegzi a kor tudományos ősnövénytani ismereteit.